# Primeiro-ministro da Dinamarca
O Primeiro-ministro da Dinamarca (em dinamarquês:  Danmarks statsminister) é o chefe de governo do Reino da Dinamarca. Antes da criação do cargo moderno, a Dinamarca não tinha inicialmente um chefe de governo separado do seu chefe de estado, ou seja, o monarca, em quem o poder executivo era investido. A Constituição de 1849 estabeleceu uma monarquia constitucional limitando os poderes do Monarca e criando o cargo de premierminister. O incumbente inaugural do cargo foi Adam Wilhelm Moltke .
O primeiro-ministro preside um gabinete formalmente nomeado pelo monarca. Na prática, a nomeação do primeiro-ministro é determinada pelo seu apoio no Folketing (o Parlamento Nacional). Desde o início do século 20, nenhum partido único detém a maioria no Folketing, de modo que o primeiro-ministro deve liderar uma coalizão de partidos políticos, assim como seu próprio partido. Além disso, apenas quatro governos de coalizão desde a Segunda Guerra Mundial obtiveram a maioria no Folketing, de modo que as coalizões (e o primeiro-ministro) também devem obter apoio de outros partidos menores.
A atual primeira-ministra da Dinamarca é Mette Frederiksen, que lidera um governo de centro-esquerda.

## Autoridade
A Constituição da Dinamarca afirma que o monarca, que é o chefe de Estado, tem autoridade suprema e age com esse poder através de seus ministros. O monarca formalmente nomeia e demite ministros, incluindo o primeiro-ministro. Em certo sentido, o primeiro-ministro só tem o poder que é dado pelo monarca, de acordo com a Constituição.
Embora seja o principal político do país, o primeiro-ministro não é tão poderoso quanto outros primeiros-ministros da Europa. Isto é principalmente porque é quase impossível para uma parte obter a maioria dos assentos no Folketing (Parlamento), então o governo é sempre uma coalizão entre dois ou mais partidos. Nenhum partido dinamarquês conquistou a maioria desde 1901 e, durante grande parte desse tempo, nem sequer houve uma coligação maioritária. Por causa de seus poderes limitados, o pprimeiro-ministro é primus inter pares (primeiro entre iguais). Além disso, como resultado do controle fraco que eles têm sobre o parlamento, o primeiro-ministro deve reunir uma maioria para cada pedaço de legislação.
O Primeiro-ministro, por convenção, opta por dissolver o Folketing e convocar uma nova eleição (embora isso seja formalmente realizado pelo Monarca), que o Primeiro Ministro é obrigado a fazer dentro de quatro anos da eleição anterior. Apesar disso, o primeiro-ministro não tem voz com relação às regiões autônomas da Dinamarca, Ilhas Faroe e Groenlândia, enquanto o Folketing, por outro lado, como todas as leis aprovadas pelos parlamentos faroense e gronelandês devem ser ratificadas pelo Folketing.
Existem verificações do poder do primeiro-ministro; o Folketing pode revogar sua confiança em um primeiro-ministro em exercício, caso em que o primeiro-ministro deve renunciar junto com todo o gabinete ou pedir ao monarca para dissolver o Folketing e convocar uma nova eleição. Sempre que um primeiro-ministro renuncia, morre ou é forçado a deixar o cargo, o monarca pede a eles (ou, no caso de morte, ao próximo líder disponível em uma coalizão) que mantenham o governo como um governo interino até que um sucessor seja eleito.

## Escritórios
Os escritórios do governo, incluindo o Ministério do Estado da Dinamarca (Statsministeriet ; O Gabinete do Primeiro Ministro), está localizado dentro do Palácio de Christiansborg, juntamente com o Folketing e os tribunais.
A residência oficial de verão do primeiro-ministro é Marienborg, uma propriedade do século XVIII que foi adquirida pelo Estado. Está situado na margem do Lago Bagsværd em Kgs. Lyngby, 15 quilômetros (9,3 mi)   ao norte de Copenhague. Serviu como uma residência de verão oficial para dez primeiros-ministros desde 1960. Marienborg é freqüentemente usado para conferências governamentais e encontros informais entre o governo, indústria e organizações na Dinamarca.

## Ex-primeiros-ministros vivos

Ex-primeiros-ministros vivos
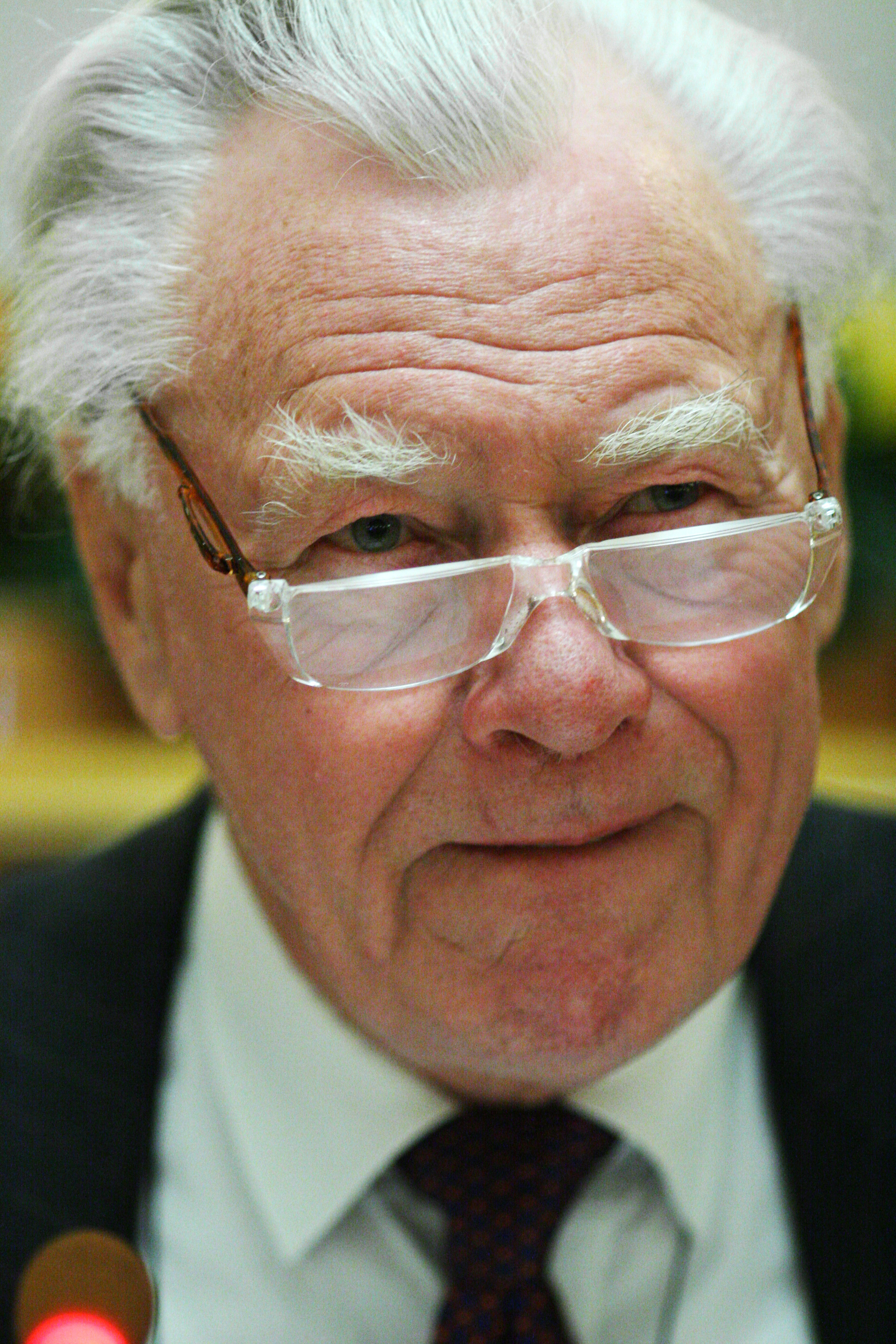
Poul Schlüter nascido 3  de abril de 1929 (95 anos) serviu 1982–1993
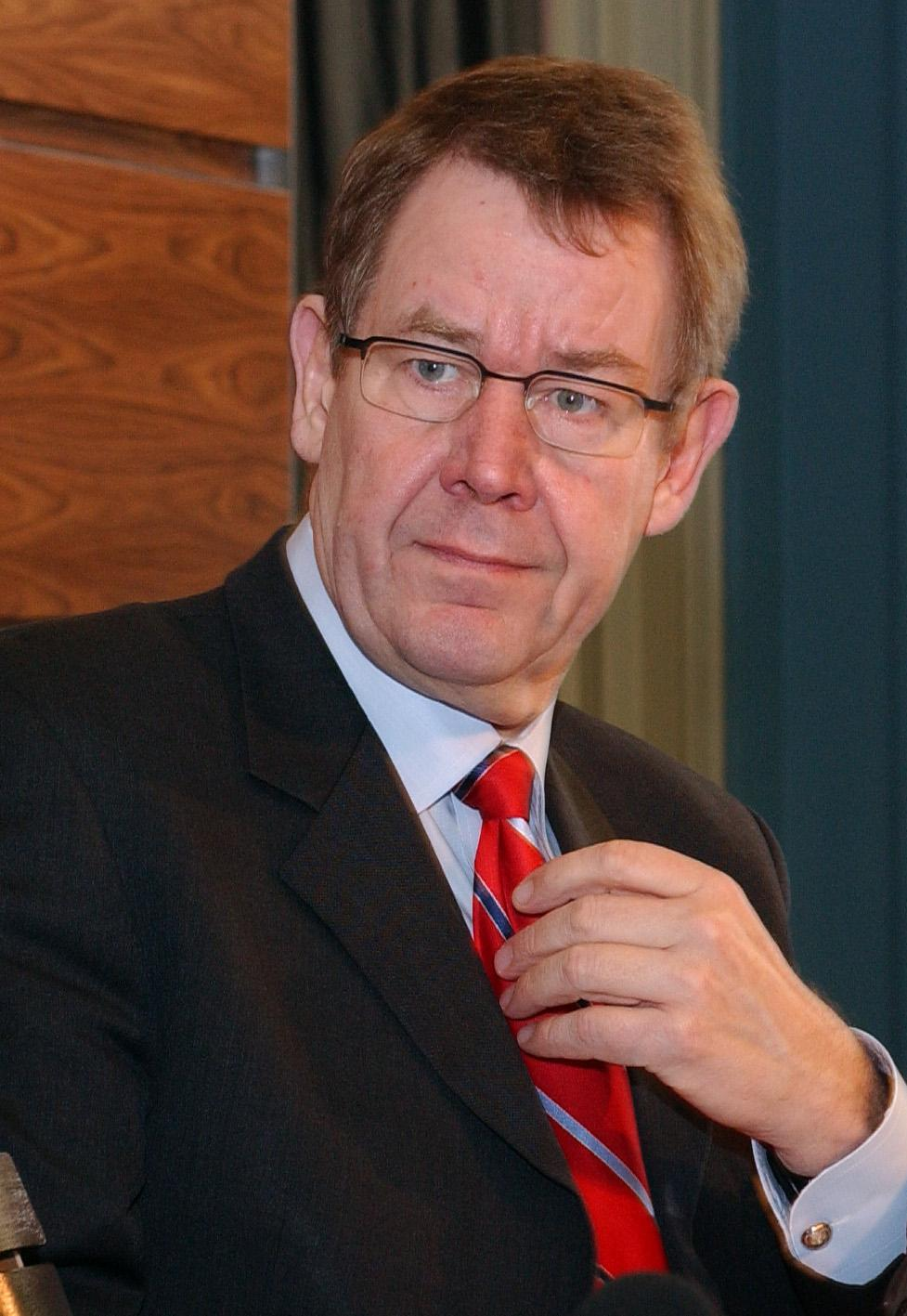
Poul Nyrup Rasmussen nascido 15  de junho de 1943 (81 anos) serviu 1993–2001
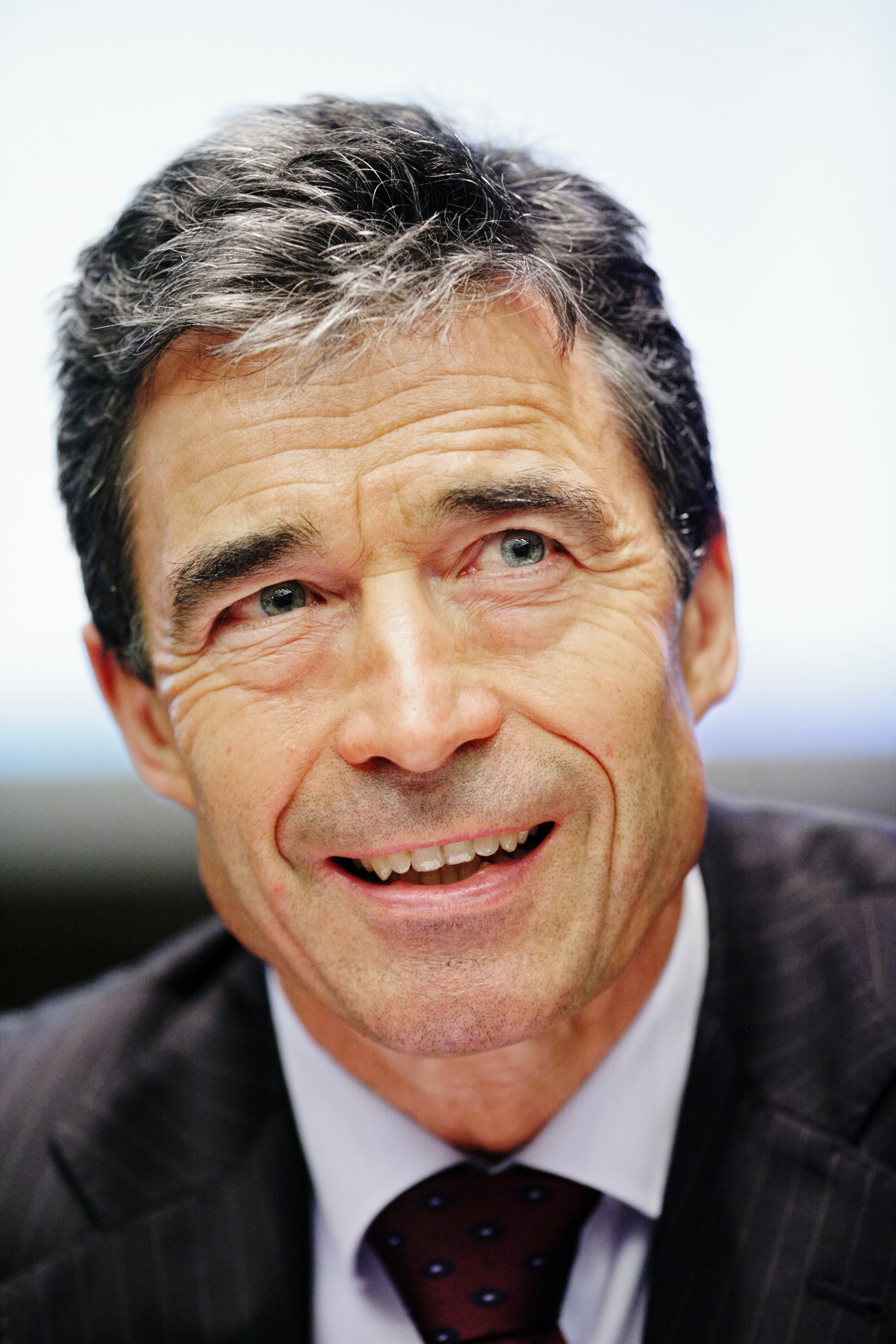
Anders Fogh Rasmussen nascido 26  de janeiro de 1953 (72 anos) servido em 2001–2009
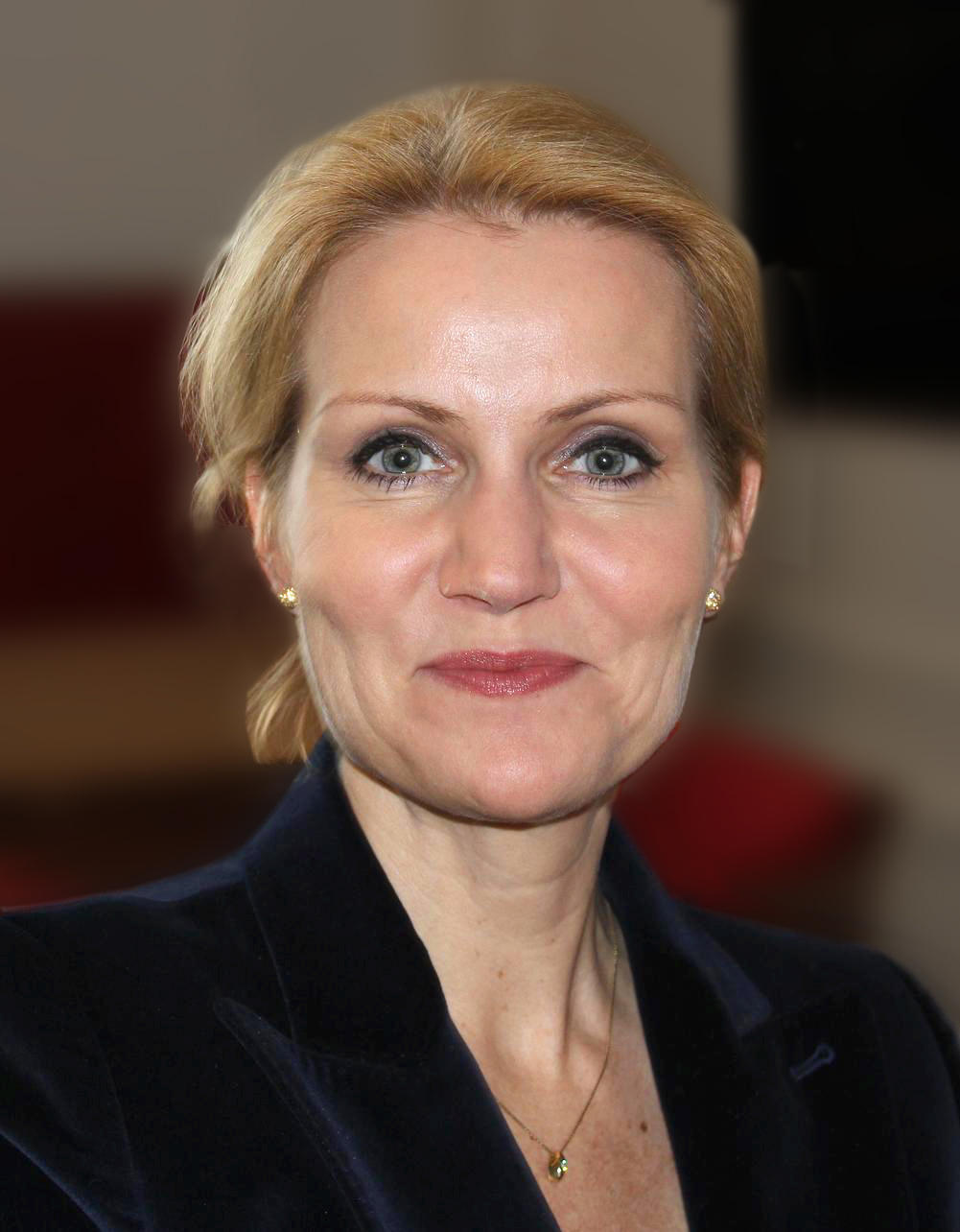
Helle Thorning-Schmidt nascido 14  de dezembro de 1966 (58 anos) servido de 2011–2015
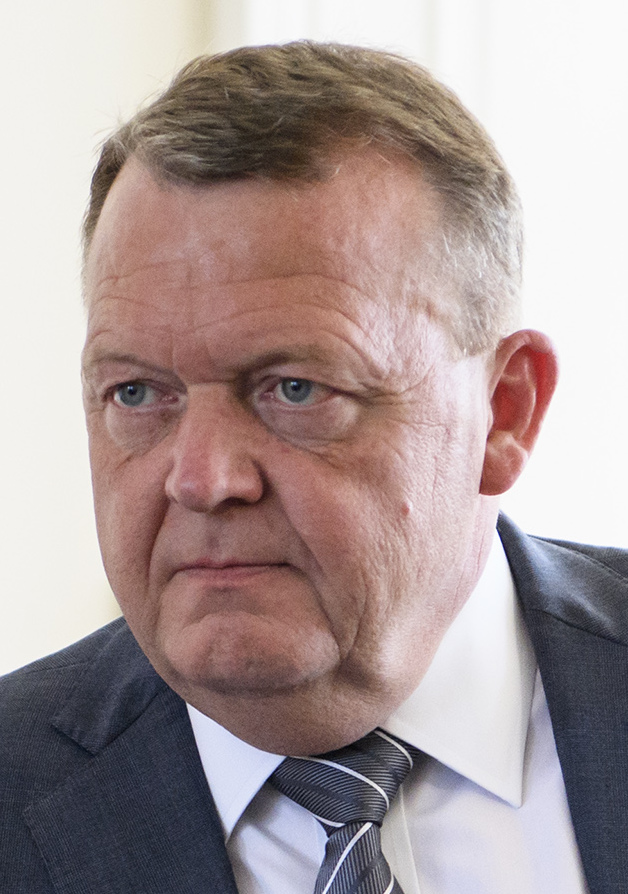
Lars Løkke Rasmussen nascido 14  de maio de 1964 (60 anos) servido de 2009–2011 e de 2015–2019